# José María Pinilla
José María Pinilla Fábrega (1919-1979) militar, foi presidente da Junta Provisória de Governo do Panamá entre 1968 e 1969, após o golpe de estado que derrubou o presidente Arnulfo Arias Madrid.